# Ocenebra erinaceus
Espèce
Ocenebra erinaceus, le cormaillot ou murex perceur, est une espèce de mollusques gastéropodes marins appartenant à la famille des Muricidae.
Sa coquille est fréquemment occupée par un Bernard-l'ermite (Pagurus anachoretus ou Clibanarius erythropus en général) qui l'abandonne ensuite très érodée.

## Dénomination
- Noms vernaculaires : Océnèbre, cormaillot, murex perceur, bigorneau perceur, rocher hérisson.

## Description

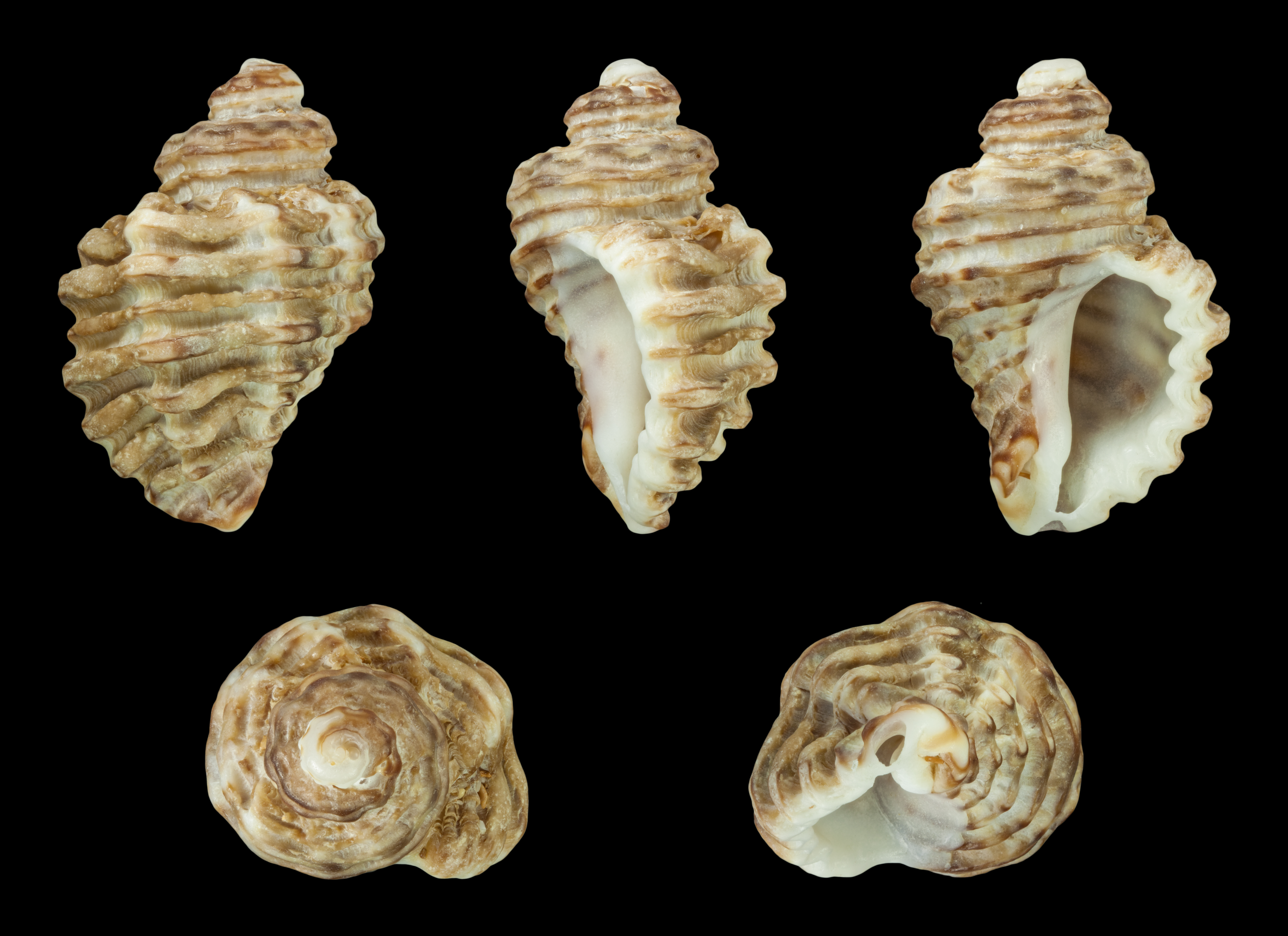
Ocenebra erinaceus torosa

L'Océnèbre a une coquille épaisse et très solide, de couleur généralement claire (blanchâtre à beige) mais parfois couverte d'algues encroûtantes colorées chez les individus âgés. Cette coquille de 4 à 6 cm de haut, à apex pointu, a une configuration plissé - spiralée (sur cinq à huit tours, dont le dernier est nettement élargi). Sept à neuf fortes varices transversales garnissent les côtes.
Le labre est fin et crénelé chez les jeunes, pour devenir épais et dentelé chez les individus âgés.
L'ouverture de la coquille est en forme de demi ovale terminé par un canal siphonal. Cette ouverture est fermée (chez l'animal vivant) par un solide opercule circulaire corné. Le canal siphonal d'abord court et ouvert, s'allonge et se ferme avec l'âge.
Les tentacules portés par la tête sont longs et fins, garnis d'un œil foncé. Le pied est de couleur claire (blanc-crème parfois légèrement marbré).
Comme tous les muricidés, il produit par une glande hypobranchiale de la partie interne du manteau un colorant appelé la pourpre, qui dégage une odeur qui pourrait avoir pour fonction de dissuader certains prédateurs de le manger, et qui pourrait aussi contribuer à anesthésier ses proies.
Une confusion est possible avec :
- Muricopsis cristatus (Brocchi, 1834), qui préfère les eaux plus tièdes de la péninsule Ibérique, de la Méditerranée et qu'on ne trouve en Atlantique que jusqu'au golfe de Biscaye. Sa coquille de 10 à 30 mm est plus conique et porte des varices obliques moins marquées et des plis épineux aux points de rencontre. Son canal siphonal est plus court et ouvert.
- Le Rocher fascié, Hexaplex trunculus, autre espèce de la famille des muricidés, lui ressemble mais ne vit qu'en Méditerranée. Sa coquille hérissée de tubercules présente un relief plus marqué.

## Habitat et aire de répartition
Contrairement aux autres muricidés qui préfèrent des eaux tempérées chaudes, il apprécie les zones rocheuses sublittorale d'eaux tempérées fraîches, jusqu'à 150 m de fond, mais on en trouve parfois sur l'estran dans des flaques rocheuses, toujours sous le niveau moyen des marées. Certains individus (génétiquement différents ?) sont présents dans des eaux saumâtres (ex : petit fleuve côtier ria d'Étel).
Ce mollusque est très largement réparti en Europe, de la façade littorale ouest de l'Europe, au nord-ouest de l’Afrique en passant par les rivages méditerranéens, jusqu'à la mer Noire. Il est très présent sur les littoraux de Bretagne et Normandie.

## Alimentation
C'est un petit prédateur carnivore, qui se nourrit sur les rochers et qui est notamment capable de percer la coquille de certains bivalves (jeunes huîtres, moules, palourdes et tout pectinidé) dont les cultivés. Pour cette raison il est peu apprécié des ostréiculteurs et mytiliculteurs.
Par un mouvement rotatoire de sa radula et grâce à un acide qu'il sécrète, il fore patiemment un trou parfaitement circulaire d'un millimètre environ dans la coquille. Selon les observations faites en Réserve de la baie de Saint-Brieuc, il lui faut 4 à 6 jours pour percer la coquille. Après quoi, il lui faut encore 4 jours pour manger sa proie.

## Reproduction
Après fécondation interne de la femelle par le mâle, les œufs, protégés dans des enveloppes géométriques jaunâtres à pourpres de 8 mm de long, sont pondus juxtaposés et dressées verticalement sur un substrat dur. La larve éclot dans la capsule et s'y métamorphose en un jeune mollusque qui quitte cette protection après trois à quatre mois, sans stade larvaire planctonique donc, ce qui limite fortement ses capacités de colonisation rapide d'un milieu d'où il a disparu.

## État des populations, statut
C'est une des nombreuses espèces de mollusques marins qui peut être dans certaines zones (en aval des ports) menacée par des anomalies de type « imposex » sous l'influence de perturbateurs hormonaux (dont le tributylétain (TBT) perdu par les antifoolings ou issus des carénages annuels de coques de navires) ; les femelles exposées à de faible doses de TBT acquièrent des caractères masculins et deviennent stériles

## Histoire du taxonOcenebra erinaceus

### Synonymes
Cette espèce a autrefois porté d'autres noms qui ne sont plus valides :
- Murex erinaceus Linnaeus, 1758
- Murex triquetrus Coen, 1933
- Murex triquetra Risso, 1826
- Purpura congener Röding, 1798
- Purpura senegalla Röding, 1798

## Ocenebra erinaceuset l'homme
Cette espèce a été un des "coquillages à pourpre", utilisé pour obtenir le colorant rouge du même nom.